# قائمة ملاك أندية كرة القدم الإيطالية
هذه هي قائمة ملاك أندية كرة القدم الإيطالية مع تقدير لصافي الدخل لكل نادي. جميع الأرقام المستخدمة في هذه المقالة تشير إلى الملايين بدلا من المليارات. فعلى سبيل المثال، فإن 1000 مليون يورو €، يعادل المليار (1,000,000,000) يورو. فقط تم ذكر المساهمين الذين يمتلكون 10٪ فأكثر من النادي.

## قائمة الأندية
| النادي         | الملاك | تاريخ الاستحواذ | مقدار الثروة | مصدر الدخل                 |
| -------------- | --- | --------------- | ------------ | -------------------------- |
| نادي أتالانتا  | انطونيو بيركاسي (70%) | يونيو 2010      | $100 m       | الرعاية الصحية والجمال     |
| نادي كالياري   | توماسو غويليني |                 |              | صناعات الفلور              |
| نادي بولونيا   | جوي سابوتو | 2014            | 4,800        | المراد الغذائية            |
| فيورنتينا      | دييجو ديلا فالي (97%) | 2002            | $1,400m      | الأزياء                    |
| نادي جنوى      | انريكو بريزيوسي | 25 يونيو 2003   |              | ألعاب                      |
| إنتر ميلان     | ايريك توهير (70.00%) ماسيمو موراتي (28.17%)                                                                                                   | 15 أكتوبر 2013  | $960m ???    | الإعلام البتروكيماويات     |
| يوفنتوس        | عائلة أنييلي (63.77%) | 1923            |              | الاستثمار و صناعة المركبات |
| نادي لاتسيو    | كلاوديو لوتيتو (66.70%) | 2004            |              |                            |
| إيه سي ميلان   | سيلفيو برلسكوني | 1986            | $7,200m      | الإعلام                    |
| نادي بادوفا    | دييجو بينوكيو | 2013            |              | الصلب                      |
| نادي نابولي    | أوريليو دي لورينتيس | 6 سبتمبر 2004   |              | الإنتاج السينمائي          |
| نادي باليرمو   | ماوريتسيو زامباريني | 2002            |              | بيع التجزئة                |
| نادي بارما     | شركة داستراسو القابضة(90%) مجموعة T.I للطاقة (10%)                                                                                            | 19 ديسمبر 2014  |              | غاز طبيعي                  |
| نادي روما      | فرانكو سينسي شركة إن إي إي بي روما القابضة (78.038%) مقمسة على أربعة أشخاص : توماس ديبينيديتو جيمس بالوتا ميشيل رويوني ريتشارد دي أموري (25%) | 16 أبريل 2011   |              | شركة استثمار ???           |
| نادي سامبدوريا | ماسيمو فيريرو | 12 يونيو 2014   |              | الإنتاج السينمائي          |
| نادي ساسولو    | جورجيو سكوينزي |                 |              | الكيماويات                 |
| نادي تورينو    | أوربانو كايرو | 2005            |              |                            |
| نادي أودينيزي  | جيامباولو بوزو | يوليو 1986      |              | أدوات                      |
| هيلاس فيرونا   | ماوريزيو سيتتي (100%) | 2012            |              | الأزياء                    |